# Gorgopa
Gorgopa (in greco antico: Γοργώπας?, Gorgòpas; V secolo a.C. – 388 a.C.) è stato un ammiraglio spartano, viceammiraglio sotto il comando di Ierace e poi di Antalcida nel 388 a.C.

## Biografia
Quando Ierace si spostò a Rodi per continuarvi la guerra con la maggior parte delle navi, lasciò Gorgopa con dodici navi ad Egina per compiere azioni di disturbo contro gli Ateniesi, che, comandati da Panfilo, si erano impossessati di un forte nell'isola, e che finirono presto per cedere agli Spartani, tanto che un consistente squadrone di navi fu inviato da Atene per riportarli in patria. Gorgopa e i pirati egineti allora ripresero gli attacchi sulla costa ateniese, quindi Atene mandò contro di loro Eunomo.
Nel frattempo Antalcida aveva preso il posto di Ierace nel comando della flotta, ed essendogli stata affidata anche una missione alla corte persiana, fu scortato fino ad Efeso da Gorgopa. Questi, tornando ad Egina, incappò nella flotta ateniese di Eunomo, ma riuscì a catturare quattro delle sue triremi presso capo Zoster, in Attica.
Poco dopo, però, Cabria, diretto a Cipro per sostenere Evagora I contro i Persiani, fece sosta ad Egina e, con un'imboscata, sconfisse la guarnigione spartana di Gorgopa, che rimase egli stesso ucciso.